# Oriens Christianus
Die wissenschaftliche Zeitschrift Oriens Christianus. Römische Halbjahreshefte für die Kunde des christlichen Orients (Oriens Christianus) wurde 1901 am Campo Santo Teutonico gegründet und vom dortigen Priesterkolleg herausgegeben. Anton Baumstark war der Schriftleiter und maßgebliche Gestalter.
Heute erscheint der Oriens Christianus. Hefte für die Kunde des christlichen Orients im Harrassowitz Verlag. In der Zeitschrift werden sämtliche Themen zur geistigen und materiellen Kultur der orientalischen Christen veröffentlicht. Die Zeitschrift deckt jeweils ein Teilgebiet der Orientalistik sowie der Ostkirchenkunde ab. Das geographische Gebiet des Oriens Christianus erstreckt sich von Äthiopien bis Georgien und vom Nahen Osten bis Indien und China. Obwohl der griechische und slawische Raum auch zum Christlichen Orient gezählt werden, schließt die Zeitschrift aufgrund anderer existierender Fachzeitschriften Artikel mit Themen aus diesen Sprachräumen aus. Die Artikel erscheinen in verschiedenen europäischen Sprachen, wobei Schriftstücke in den orientalischen Sprachen verwendet werden.